# Argentina i olympiska sommarspelen 2012
Argentina deltog i de olympiska sommarspelen 2012 som ägde rum i London i Storbritannien mellan den 27 juli och den 12 augusti 2012.

## Medaljörer
| Medalj | Namn                                | Sport      | Gren               |
| ------ | ----------------------------------- | ---------- | ------------------ |
| Guld   | Sebastián Crismanich                | Taekwondo  | Herrarnas 80 kg    |
| Silver | Argentinas damlandslag i landhockey | Landhockey | Damernas turnering |
| Brons  | Juan Martín del Potro               | Tennis     | Herrsingel         |
| Brons  | Lucas Calabrese Juan de la Fuente   | Segling    | Herrarnas 470      |

## Basket
- Huvudartikel: Basket vid olympiska sommarspelen 2012
- Herrar

| Pos. | Nr | Namn                 | Ålder                 | Längd  | Klubb                    |
| ---- | -- | -------------------- | --------------------- | ------ | ------------------------ |
| F    | 4  | Luis Scola           | 32 - 30 april 1980    | 2,07 m | Phoenix Suns             |
| G    | 5  | Emanuel Ginóbili     | 35 - 28 juli 1977     | 1,98 m | San Antonio Spurs        |
| F    | 6  | Marcos Mata          | 25 - 1 augusti 1986   | 2,01 m | Peñarol de Mar del Plata |
| G    | 7  | Facundo Campazzo     | 21 - 23 mars 1991     | 1,79 m | Peñarol de Mar del Plata |
| G    | 8  | Pablo Prigioni       | 35 - 17 maj 1977      | 1,91 m | New York Knicks          |
| C    | 9  | Juan Pedro Gutiérrez | 28 - 10 oktober 1983  | 2,05 m | Obras Sanitarias         |
| F    | 10 | Carlos Delfino       | 29 - 29 augusti 1982  | 2,00 m | Milwaukee Bucks          |
| C    | 11 | Martín Leiva         | 32 - 23 april 1980    | 2,10 m | Peñarol de Mar del Plata |
| F    | 12 | Leonardo Gutiérrez   | 34 - 16 maj 1978      | 2,01 m | Peñarol de Mar del Plata |
| F    | 13 | Andrés Nocioni       | 32 - 30 november 1979 | 2,01 m | Caja Laboral             |
| F    | 14 | Hernán Jasen         | 34 - 4 februari 1978  | 1,99 m | CB Sevilla               |
| F    | 15 | Federico Kammerichs  | 32 - 21 juni 1980     | 2,02 m | Regatas Corrientes       |

- Gruppspel

| Lag       | S | V | O | F | GM  | IM  | MS   | P  |
| --------- | - | - | - | - | --- | --- | ---- | -- |
| USA       | 5 | 5 | 0 | 0 | 589 | 398 | +191 | 10 |
| Frankrike | 5 | 4 | 0 | 1 | 376 | 378 | −2   | 9  |
| Argentina | 5 | 3 | 0 | 2 | 448 | 424 | +24  | 8  |
| Litauen   | 5 | 2 | 0 | 3 | 395 | 399 | −4   | 7  |
| Nigeria   | 5 | 1 | 0 | 4 | 338 | 456 | −118 | 6  |
| Tunisien  | 5 | 0 | 0 | 5 | 320 | 411 | −91  | 5  |

|  | 29 juli 2012 | Argentina | 102 – 79 | Litauen | Basketball Arena, London |  |
|  |              |           |          |         |                          |  |
|  |              |           |          |         |                          |  |
|  |              |           |          |         |                          |  |

|  | 31 juli 2012 | Frankrike | 71 – 64 | Argentina | Basketball Arena, London |  |
|  |              |           |         |           |                          |  |
|  |              |           |         |           |                          |  |
|  |              |           |         |           |                          |  |

|  | 2 augusti 2012 | Argentina | 92 – 69 | Tunisien | Basketball Arena, London |  |
|  |                |           |         |          |                          |  |
|  |                |           |         |          |                          |  |
|  |                |           |         |          |                          |  |

|  | 4 augusti 2012 | Nigeria | 79 – 93 | Argentina | Basketball Arena, London |  |
|  |                |         |         |           |                          |  |
|  |                |         |         |           |                          |  |
|  |                |         |         |           |                          |  |

|  | 6 augusti 2012 | Argentina | 97 – 126 | USA | Basketball Arena, London |  |
|  |                |           |          |     |                          |  |
|  |                |           |          |     |                          |  |
|  |                |           |          |     |                          |  |

- Slutspel

|  | Kvartsfinal | Kvartsfinal | Kvartsfinal |    |           | Semifinal | Semifinal | Semifinal |            |            | Final      | Final     | Final |
|  |             |             |             |    |           |           |           |           |            |            |            |           |       |
|  | B1          | Ryssland    | 83          |    |           |           |           |           |            |            |            |           |       |
|  |             |             | 83          |    |           |           |           |           |            |            |            |           |       |
|  | A4          | Litauen     | 74          |    |           |           |           |           |            |            |            |           |       |
|  | A4          | Litauen     | 74          |    | B1        | Ryssland  | 59        |           |            |            |            |           |       |
|  |             |             |             |    | B1        | Ryssland  | 59        |           |            |            |            |           |       |
|  |             | B3          | Spanien     | 67 |           |           |           |           |            |            |            |           |       |
|  | A2          | B3          | Spanien     | 67 | Frankrike | 59        |           |           |            |            |            |           |       |
|  | A2          |             |             |    | Frankrike | 59        |           |           |            |            |            |           |       |
|  | B3          | Spanien     | 66          |    |           |           |           |           |            |            |            |           |       |
|  |             |             |             |    |           |           |           |           |            | B3         | Spanien    | 100       |       |
|  |             |             |             |    |           |           |           |           |            | A1         | USA        | 107       |       |
|  | A1          | USA         | 119         |    |           |           |           |           |            |            |            |           |       |
|  | A1          | USA         | 119         |    |           |           |           |           |            |            |            |           |       |
|  | B4          | Australien  | 86          |    |           |           |           |           |            |            |            |           |       |
|  | B4          | Australien  | 86          |    | A1        | USA       | 109       |           | Bronsmatch | Bronsmatch | Bronsmatch |           |       |
|  |             |             |             |    | A1        | USA       | 109       |           | Bronsmatch | Bronsmatch | Bronsmatch |           |       |
|  |             | A3          | Argentina   | 83 |           |           |           |           |            |            |            |           |       |
|  | B2          | A3          | Argentina   | 83 | Brasilien | 77        |           | B1        | Ryssland   | 81         |            |           |       |
|  | B2          |             |             |    | Brasilien | 77        |           | B1        | Ryssland   | 81         |            |           |       |
|  | A3          | Argentina   | 82          |    |           |           |           |           |            |            | A3         | Argentina | 77    |
|  |             |             |             |    |           |           |           |           |            |            |            |           |       |

|  | 8 augusti 2012 | Brasilien | 77 – 82   | Argentina | North Greenwich Arena, London |  |
|  |                |           | (Rapport) |           |                               |  |
|  |                |           |           |           |                               |  |
|  |                |           |           |           |                               |  |

|       | 10 augusti 2012 | USA | –         | Argentina | North Greenwich Arena, London |  |
| 21:00 | 21:00           |     | (Rapport) |           |                               |  |
| 21:00 | 21:00           |     |           |           |                               |  |
| 21:00 | 21:00           |     |           |           |                               |  |

|       | 12 augusti 2012 |  | –         |  | North Greenwich Arena, London |  |
| 17:00 | 17:00           |  | (Rapport) |  |                               |  |
| 17:00 | 17:00           |  |           |  |                               |  |
| 17:00 | 17:00           |  |           |  |                               |  |

## Bordtennis
- Huvudartikel: Bordtennis vid olympiska sommarspelen 2012

Herrar
| Spelare  | Gren   | Inledande omgång     | Runda 1              | Runda 2              | Runda 3              | Runda 4              | Kvartsfinal          | Semifinal            | Final                | Final            |
| Spelare  | Gren   | Motståndare Resultat | Motståndare Resultat | Motståndare Resultat | Motståndare Resultat | Motståndare Resultat | Motståndare Resultat | Motståndare Resultat | Motståndare Resultat | Placering        |
| -------- | ------ | -------------------- | -------------------- | -------------------- | -------------------- | -------------------- | -------------------- | -------------------- | -------------------- | ---------------- |
| Liu Song | Singel | BYE                  | Saka (CGO) W 4–0     | Tokič (SLO) L 3–4    | Gick inte vidare     | Gick inte vidare     | Gick inte vidare     | Gick inte vidare     | Gick inte vidare     | Gick inte vidare |

## Boxning
- Huvudartikel: Boxning vid olympiska sommarspelen 2012

Herrar
| Boxare         | Gren       | Sextondelsfinal          | Åttondelsfinal           | Kvartsfinal          | Semifinal            | Final                | Final            |
| Boxare         | Gren       | Motståndare Resultat     | Motståndare Resultat     | Motståndare Resultat | Motståndare Resultat | Motståndare Resultat | Placering        |
| -------------- | ---------- | ------------------------ | ------------------------ | -------------------- | -------------------- | -------------------- | ---------------- |
| Alberto Melián | Bantamvikt | Vodopijanov (RUS) L 5–12 | Gick inte vidare         | Gick inte vidare     | Gick inte vidare     | Gick inte vidare     | Gick inte vidare |
| Yamil Peralta  | Tungvikt   | i.u.                     | Bouloudinat (ALG) W 13–5 | Pulev (BUL) L 10–13  | Gick inte vidare     | Gick inte vidare     | Gick inte vidare |

## Brottning
- Huvudartikel: Brottning vid olympiska sommarspelen 2012

Damer, fristil
| Brottare          | Gren   | Kvalomgång            | Åttondelsfinal       | Kvartsfinal          | Semifinal            | Återkval 1           | Återkval 2           | Final / brons        | Final / brons |
| Brottare          | Gren   | Motståndare Resultat  | Motståndare Resultat | Motståndare Resultat | Motståndare Resultat | Motståndare Resultat | Motståndare Resultat | Motståndare Resultat | Placering     |
| ----------------- | ------ | --------------------- | -------------------- | -------------------- | -------------------- | -------------------- | -------------------- | -------------------- | ------------- |
| Patricia Bermúdez | -48 kg | Matkowska (POL) L 0–3 | Gick inte vidare     | Gick inte vidare     | Gick inte vidare     | Gick inte vidare     | Gick inte vidare     | Gick inte vidare     | 17            |

## Cykling
- Huvudartikel: Cykling vid olympiska sommarspelen 2012

### Landsväg
| Cyklist             | Gren                | Tid     | Placering |
| ------------------- | ------------------- | ------- | --------- |
| Maximiliano Richeze | Herrarnas linjelopp | 6:04:27 | 110       |

### Track
Omnium
| Cyklist      | Gren             | Flygande varv | Flygande varv | Poänglopp | Poänglopp | Elimineringslopp | Ind. förföljelse | Ind. förföljelse | Scratch   | Tidskval | Tidskval  | Totalpoäng | Placering |
| Cyklist      | Gren             | Time          | Placering     | Poäng     | Placering | Placering        | Tid              | Placering        | Placering | Tid      | Placering | Totalpoäng | Placering |
| ------------ | ---------------- | ------------- | ------------- | --------- | --------- | ---------------- | ---------------- | ---------------- | --------- | -------- | --------- | ---------- | --------- |
| Walter Pérez | Herrarnas omnium | 14,036        | 17            | 26        | 7         | 4                | 4:33,532         | 15               | 12        | 1:07,523 | 17        | 72         | 14        |

### Mountainbike
| Cyklist      | Gren                  | Tid     | Placering |
| ------------ | --------------------- | ------- | --------- |
| Catriel Soto | Herrarnas terränglopp | 1:35:13 | 26        |

### BMX
| Ernesto Pizarro | Herrarnas BMX | 39,765 | 26 | 26 | 6 | Gick inte vidare | Gick inte vidare | Gick inte vidare | Gick inte vidare |

## Friidrott
- Huvudartikel: Friidrott vid olympiska sommarspelen 2012

Förkortningar
- Notera – Placeringar gäller endast den tävlandes eget heat
- Q = Kvalificerade sig till nästa omgång via placering
- q = Kvalificerade sig på tid eller, i fältgrenarna, på placering utan att ha nått kvalgränsen
- NR = Nationellt rekord
- N/A = Omgången inte möjlig i grenen
- Bye = Idrottaren behövde inte delta i omgången

Herrar
Bana och väg
| Idrottare        | Gren       | Heat     | Heat      | Final            | Final            |
| Idrottare        | Gren       | Resultat | Placering | Resultat         | Placering        |
| ---------------- | ---------- | -------- | --------- | ---------------- | ---------------- |
| Miguel Bárzola   | Maraton    | i.u.     | i.u.      | 2:17:54          | 35               |
| Juan Manuel Cano | 20 km gång | i.u.     | i.u.      | 1:22:10          | 22               |
| Javier Carriqueo | 5 000 m    | 13:57,07 | 19        | Gick inte vidare | Gick inte vidare |

Fältgrenar
| Idrottare          | Gren           | Kval  | Kval      | Final            | Final            |
| Idrottare          | Gren           | Längd | Placering | Längd            | Placering        |
| ------------------ | -------------- | ----- | --------- | ---------------- | ---------------- |
| Juan Ignacio Cerra | Släggkastning  | 68,20 | 36        | Gick inte vidare | Gick inte vidare |
| Germán Lauro       | Kulstötning    | 20,75 | 5 Q       | 20.84            | 6                |
| Germán Lauro       | Diskuskastning | 57,54 | 37        | Gick inte vidare | Gick inte vidare |
| Braian Toledo      | Spjutkastning  | 76,87 | 30        | Gick inte vidare | Gick inte vidare |

Damer
Bana och väg
| Idrottare                    | Gren    | Final    | Final     |
| Idrottare                    | Gren    | Resultat | Placering |
| ---------------------------- | ------- | -------- | --------- |
| María de los Ángeles Peralta | Maraton | 2:40:50  | 82        |

Fältgrenar
| Idrottare         | Gren           | Kval  | Kval      | Final            | Final            |
| Idrottare         | Gren           | Längd | Placering | Längd            | Placering        |
| ----------------- | -------------- | ----- | --------- | ---------------- | ---------------- |
| Rocío Comba       | Diskuskastning | 58,98 | 26        | Gick inte vidare | Gick inte vidare |
| Jennifer Dahlgren | Släggkastning  | NM    | —         | Gick inte vidare | Gick inte vidare |

## Fäktning
- Huvudartikel: Fäktning vid olympiska sommarspelen 2012

Damer
| Idrottare                 | Gren                | Omgång 1               | Omgång 2          | Omgång 3          | Kvartsfinal       | Semifinal         | Final / BM        | Final / BM       |
| Idrottare                 | Gren                | Motståndare Poäng      | Motståndare Poäng | Motståndare Poäng | Motståndare Poäng | Motståndare Poäng | Motståndare Poäng | Placering        |
| ------------------------- | ------------------- | ---------------------- | ----------------- | ----------------- | ----------------- | ----------------- | ----------------- | ---------------- |
| María Belén Pérez Maurice | Sabel, individuellt | Marzocca (ITA) L 10–15 | Gick inte vidare  | Gick inte vidare  | Gick inte vidare  | Gick inte vidare  | Gick inte vidare  | Gick inte vidare |

## Gymnastik
- Huvudartikel: Gymnastik vid olympiska sommarspelen 2012

### Artistisk
Herrar
| Idrottare         | Gren       | Kval    | Kval    | Kval    | Kval    | Kval    | Kval    | Kval   | Kval      | Final            | Final            | Final            | Final            | Final            | Final            | Final            | Final            |
| Idrottare         | Gren       | Redskap | Redskap | Redskap | Redskap | Redskap | Redskap | Totalt | Placering | Redskap          | Redskap          | Redskap          | Redskap          | Redskap          | Redskap          | Totalt           | Placering        |
| Idrottare         | Gren       | F       | PH      | R       | V       | PB      | HB      | Totalt | Placering | F                | PH               | R                | V                | PB               | HB               | Totalt           | Placering        |
| ----------------- | ---------- | ------- | ------- | ------- | ------- | ------- | ------- | ------ | --------- | ---------------- | ---------------- | ---------------- | ---------------- | ---------------- | ---------------- | ---------------- | ---------------- |
| Federico Molinari | Fristående | 13,433  | i.u.    | i.u.    | i.u.    | i.u.    | i.u.    | 13,433 | 62        | Gick inte vidare | Gick inte vidare | Gick inte vidare | Gick inte vidare | Gick inte vidare | Gick inte vidare | Gick inte vidare | Gick inte vidare |
| Federico Molinari | Ringar     | i.u.    | i.u.    | 15,333  | i.u.    | i.u.    | i.u.    | 15,333 | 7 Q       | i.u.             | i.u.             | 14,733           | i.u.             | i.u.             | i.u.             | 14,733           | 8                |

Damer
| Idrottare       | Gren     | Kval    | Kval    | Kval    | Kval    | Kval   | Kval      | Final            | Final            | Final            | Final            | Final            | Final            |
| Idrottare       | Gren     | Redskap | Redskap | Redskap | Redskap | Totalt | Placering | Redskap          | Redskap          | Redskap          | Redskap          | Totalt           | Placering        |
| Idrottare       | Gren     | F       | V       | UB      | BB      | Totalt | Placering | F                | V                | UB               | BB               | Totalt           | Placering        |
| --------------- | -------- | ------- | ------- | ------- | ------- | ------ | --------- | ---------------- | ---------------- | ---------------- | ---------------- | ---------------- | ---------------- |
| Valeria Pereyra | Mångkamp | 12,600  | 13,366  | 13,266  | 10,566  | 49,798 | 51        | Gick inte vidare | Gick inte vidare | Gick inte vidare | Gick inte vidare | Gick inte vidare | Gick inte vidare |

## Handboll
- Huvudartikel: Handboll vid olympiska sommarspelen 2012

Herrar
| \| \| Pos. \| Namn \| Ålder \| \| Klubb \| \| -- \| ---- \| ------------------------------- \| ------------------ \| \| ------------------------- \| \| 1 \| MV \| Matías Schulz (ARG) \| 30 år (1982-02-12) \| \| SCDR Anaitasuna \| \| 12 \| MV \| Fernando García (ARG) \| 30 år (1981-08-31) \| \| ASD Albatros \| \| 2 \| VS \| Federico Gastón Fernández (ARG) \| 22 år (1989-10-17) \| \| Ciudad Encantada \| \| 3 \| HS \| Federico Pizarro (ARG) \| 25 år (1986-09-07) \| \| Sedalo \| \| 4 \| VN \| Sebastián Simonet (ARG) \| 26 år (1986-05-12) \| \| US Ivry HB \| \| 5 \| VN \| Pablo Portela (ARG) \| 32 år (1980-06-21) \| \| River Plate \| \| 6 \| MN \| Diego Simonet (ARG) \| 22 år (1989-12-26) \| \| US Ivry HB \| \| 7 \| HS \| Andrés Kogovsek (ARG) \| 38 år (1974-01-07) \| \| SAG Villa Ballester \| \| 9 \| HN \| Leonardo Querin (ARG) \| 30 år (1982-04-17) \| \| HC Conversano \| \| 10 \| HN \| Federico Vieyra (ARG) \| 24 år (1988-07-21) \| \| BM Huesca \| \| 11 \| VN \| Guido Riccobelli (ARG) \| 24 år (1987-11-28) \| \| Universida Nacional Lujan \| \| 15 \| MS \| Gonzalo Carou (ARG) \| 32 år (1979-08-15) \| \| CB Ademar León \| \| 17 \| HN \| Damián Migueles (ARG) \| 28 år (1983-11-24) \| \| Sag Polvorines \| \| 19 \| VN \| Juan Vázquez (ARG) \| 24 år (1988-03-23) \| \| River Plate \| | Förbundskapten: Eduardo Gallardo                                                                                  |                                 |                    |           |                           |
| \| \| Pos. \| Namn \| Ålder \| \| Klubb \| \| -- \| ---- \| ------------------------------- \| ------------------ \| \| ------------------------- \| \| 1 \| MV \| Matías Schulz (ARG) \| 30 år (1982-02-12) \| \| SCDR Anaitasuna \| \| 12 \| MV \| Fernando García (ARG) \| 30 år (1981-08-31) \| \| ASD Albatros \| \| 2 \| VS \| Federico Gastón Fernández (ARG) \| 22 år (1989-10-17) \| \| Ciudad Encantada \| \| 3 \| HS \| Federico Pizarro (ARG) \| 25 år (1986-09-07) \| \| Sedalo \| \| 4 \| VN \| Sebastián Simonet (ARG) \| 26 år (1986-05-12) \| \| US Ivry HB \| \| 5 \| VN \| Pablo Portela (ARG) \| 32 år (1980-06-21) \| \| River Plate \| \| 6 \| MN \| Diego Simonet (ARG) \| 22 år (1989-12-26) \| \| US Ivry HB \| \| 7 \| HS \| Andrés Kogovsek (ARG) \| 38 år (1974-01-07) \| \| SAG Villa Ballester \| \| 9 \| HN \| Leonardo Querin (ARG) \| 30 år (1982-04-17) \| \| HC Conversano \| \| 10 \| HN \| Federico Vieyra (ARG) \| 24 år (1988-07-21) \| \| BM Huesca \| \| 11 \| VN \| Guido Riccobelli (ARG) \| 24 år (1987-11-28) \| \| Universida Nacional Lujan \| \| 15 \| MS \| Gonzalo Carou (ARG) \| 32 år (1979-08-15) \| \| CB Ademar León \| \| 17 \| HN \| Damián Migueles (ARG) \| 28 år (1983-11-24) \| \| Sag Polvorines \| \| 19 \| VN \| Juan Vázquez (ARG) \| 24 år (1988-03-23) \| \| River Plate \| | Positioner: MV - Målvakt VS - Vänstersexa VN - Vänsternia MS - Mittsexa MN - Mittnia HS - Högersexa HN - Högernia |                                 |                    |           |                           |
| \| \| Pos. \| Namn \| Ålder \| \| Klubb \| \| -- \| ---- \| ------------------------------- \| ------------------ \| \| ------------------------- \| \| 1 \| MV \| Matías Schulz (ARG) \| 30 år (1982-02-12) \| \| SCDR Anaitasuna \| \| 12 \| MV \| Fernando García (ARG) \| 30 år (1981-08-31) \| \| ASD Albatros \| \| 2 \| VS \| Federico Gastón Fernández (ARG) \| 22 år (1989-10-17) \| \| Ciudad Encantada \| \| 3 \| HS \| Federico Pizarro (ARG) \| 25 år (1986-09-07) \| \| Sedalo \| \| 4 \| VN \| Sebastián Simonet (ARG) \| 26 år (1986-05-12) \| \| US Ivry HB \| \| 5 \| VN \| Pablo Portela (ARG) \| 32 år (1980-06-21) \| \| River Plate \| \| 6 \| MN \| Diego Simonet (ARG) \| 22 år (1989-12-26) \| \| US Ivry HB \| \| 7 \| HS \| Andrés Kogovsek (ARG) \| 38 år (1974-01-07) \| \| SAG Villa Ballester \| \| 9 \| HN \| Leonardo Querin (ARG) \| 30 år (1982-04-17) \| \| HC Conversano \| \| 10 \| HN \| Federico Vieyra (ARG) \| 24 år (1988-07-21) \| \| BM Huesca \| \| 11 \| VN \| Guido Riccobelli (ARG) \| 24 år (1987-11-28) \| \| Universida Nacional Lujan \| \| 15 \| MS \| Gonzalo Carou (ARG) \| 32 år (1979-08-15) \| \| CB Ademar León \| \| 17 \| HN \| Damián Migueles (ARG) \| 28 år (1983-11-24) \| \| Sag Polvorines \| \| 19 \| VN \| Juan Vázquez (ARG) \| 24 år (1988-03-23) \| \| River Plate \| | Spelarnas åldrar och klubb per 27 juli 2012.                                                                      |                                 |                    |           |                           |
| | Pos. | Namn                            | Ålder              |           | Klubb                     |
| 1 | MV | Matías Schulz (ARG)             | 30 år (1982-02-12) | Spanien   | SCDR Anaitasuna           |
| 12 | MV | Fernando García (ARG)           | 30 år (1981-08-31) | Italien   | ASD Albatros              |
| 2 | VS | Federico Gastón Fernández (ARG) | 22 år (1989-10-17) | Spanien   | Ciudad Encantada          |
| 3 | HS | Federico Pizarro (ARG)          | 25 år (1986-09-07) | Argentina | Sedalo                    |
| 4 | VN | Sebastián Simonet (ARG)         | 26 år (1986-05-12) | Frankrike | US Ivry HB                |
| 5 | VN | Pablo Portela (ARG)             | 32 år (1980-06-21) | Argentina | River Plate               |
| 6 | MN | Diego Simonet (ARG)             | 22 år (1989-12-26) | Frankrike | US Ivry HB                |
| 7 | HS | Andrés Kogovsek (ARG)           | 38 år (1974-01-07) | Argentina | SAG Villa Ballester       |
| 9 | HN | Leonardo Querin (ARG)           | 30 år (1982-04-17) | Italien   | HC Conversano             |
| 10 | HN | Federico Vieyra (ARG)           | 24 år (1988-07-21) | Spanien   | BM Huesca                 |
| 11 | VN | Guido Riccobelli (ARG)          | 24 år (1987-11-28) | Argentina | Universida Nacional Lujan |
| 15 | MS | Gonzalo Carou (ARG)             | 32 år (1979-08-15) | Spanien   | CB Ademar León            |
| 17 | HN | Damián Migueles (ARG)           | 28 år (1983-11-24) | Argentina | Sag Polvorines            |
| 19 | VN | Juan Vázquez (ARG)              | 24 år (1988-03-23) | Argentina | River Plate               |

Gruppspel
| Lag            | S | V | O | F | GM  | IM  | MS  | P  |
| -------------- | - | - | - | - | --- | --- | --- | -- |
| Island         | 5 | 5 | 0 | 0 | 167 | 132 | +35 | 10 |
| Frankrike      | 5 | 4 | 0 | 1 | 159 | 110 | +49 | 8  |
| Sverige        | 5 | 3 | 0 | 2 | 156 | 115 | +41 | 6  |
| Tunisien       | 5 | 2 | 0 | 3 | 121 | 125 | −4  | 4  |
| Argentina      | 5 | 1 | 0 | 4 | 113 | 138 | −25 | 2  |
| Storbritannien | 5 | 0 | 0 | 5 | 96  | 192 | −96 | 0  |

|  | 29 juli | Island | 31 – 25 | Argentina | Copper Box, London |  |
|  |         |        |         |           |                    |  |
|  |         |        |         |           |                    |  |

|  | 31 juli | Argentina | 20 – 32 | Frankrike | Copper Box, London |  |
|  |         |           |         |           |                    |  |
|  |         |           |         |           |                    |  |

|  | 2 augusti | Storbritannien | 21 – 32 | Argentina | Copper Box, London |  |
|  |           |                |         |           |                    |  |
|  |           |                |         |           |                    |  |

|  | 4 augusti | Sverige | 29 – 13 | Argentina | Copper Box, London |  |
|  |           |         |         |           |                    |  |
|  |           |         |         |           |                    |  |

|  | 6 augusti | Argentina | 23 – 25 | Tunisien | Copper Box, London |  |
|  |           |           |         |          |                    |  |
|  |           |           |         |          |                    |  |

## Judo
| Idrottare        | Gren                            | 32-delsfinal                  | Sextondelsfinal           | Åttondelsfinal            | Kvartsfinal          | Semifinal                        | Återkval                    | Bronsmatch           | Final                | Final     |
| Idrottare        | Gren                            | Motståndare Resultat          | Motståndare Resultat      | Motståndare Resultat      | Motståndare Resultat | Motståndare Resultat             | Motståndare Resultat        | Motståndare Resultat | Motståndare Resultat | Placering |
| ---------------- | ------------------------------- | ----------------------------- | ------------------------- | ------------------------- | -------------------- | -------------------------------- | --------------------------- | -------------------- | -------------------- | --------- |
| Emmanuel Lucenti | Halv mellanvikt (-81 kg) Herrar | Ratsimiziva (MAD) W 0100–0001 | Schmitt (FRA) W 0100–0000 | Kim J-b (KOR) L 0003–0010 | Gick inte vidare     | Valois-Fortier (CAN) L 0001–0101 | Gick inte vidare            | Gick inte vidare     | Gick inte vidare     |           |
| Héctor Campos    | Mellanvikt (-90 kg) Herrar      | González (CUB) L 0000–1000    | Gick inte vidare          | Gick inte vidare          | Gick inte vidare     | Gick inte vidare                 | Gick inte vidare            | Gick inte vidare     | Gick inte vidare     |           |
| Cristian Schmidt | Halv tungvikt (-100 kg) Herrar  | Biadulin (BLR) L 0000–1001    | Gick inte vidare          | Gick inte vidare          | Gick inte vidare     | Gick inte vidare                 | Gick inte vidare            | Gick inte vidare     | Gick inte vidare     |           |
| Paula Pareto     | Extra lättvikt (-48 kg) Damer   | BYE                           | Moretti (ITA) W 0001–0000 | Fukumi (JPN) L 0001–0002  | Gick inte vidare     | Munkhbat (MGL) W 0011–0002       | van Snick (BEL) L 0002–0011 | Gick inte vidare     | 5                    |           |

## Kanotsport
Slalom
| Kanotist        | Gren                | Omgång 1 | Omgång 1  | Omgång 1 | Omgång 1  | Omgång 1 | Omgång 1  | Semifinal        | Semifinal        | Final            | Final            |
| Kanotist        | Gren                | Omgång 1 | Placering | Omgång 2 | Placering | Bästa    | Placering | Tid              | Placering        | Tid              | Placering        |
| --------------- | ------------------- | -------- | --------- | -------- | --------- | -------- | --------- | ---------------- | ---------------- | ---------------- | ---------------- |
| Sebastián Rossi | Herrarnas C1 slalom | 109.41   | 14        | 107.52   | 14        | 107.52   | 16        | Gick inte vidare | Gick inte vidare | Gick inte vidare | Gick inte vidare |

Sprint
| Kanotist                    | Gren               | Heat   | Heat      | Semifinal | Semifinal | Final  | Final     |
| Kanotist                    | Gren               | Tid    | Placering | Tid       | Placering | Tid    | Placering |
| --------------------------- | ------------------ | ------ | --------- | --------- | --------- | ------ | --------- |
| Miguel Correa Rubén Voisard | Herrarnas K2 200 m | 33.623 | 3 Q       | 33.105    | 3 FA      | 35.271 | 5         |

## Konstsim
| Idrottare                  | Gren           | Teknisk rutin | Teknisk rutin | Fri rutin (inledande) | Fri rutin (inledande)  | Fri rutin (inledande) | Fri rutin (final) | Fri rutin (final)      | Fri rutin (final) |
| Idrottare                  | Gren           | Poäng         | Placering     | Poäng                 | Totalt (teknisk + fri) | Placering             | Placering         | Totalt (teknisk + fri) | Placering         |
| -------------------------- | -------------- | ------------- | ------------- | --------------------- | ---------------------- | --------------------- | ----------------- | ---------------------- | ----------------- |
| Etel Sánchez Sofía Sánchez | Damernas duett | 78.900        | 22            | 78.410                | 157.310                | 22                    | Gick inte vidare  | Gick inte vidare       | Gick inte vidare  |

## Landhockey

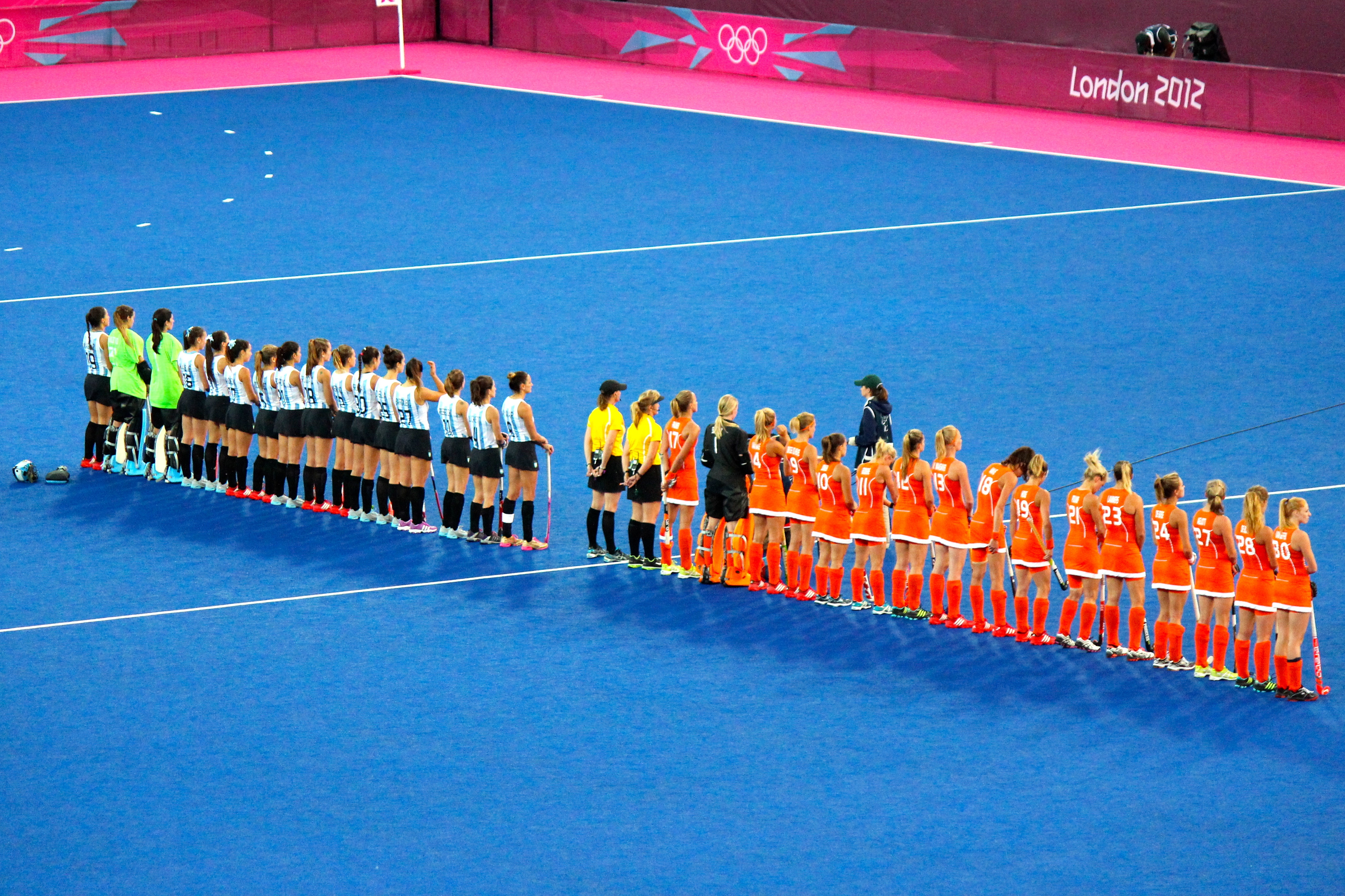
Argentinas damlag (i vitt-blått) före matchen mot Nederländerna

Herrar
Coach: Pablo Lombi
| 1. Juan Manuel Vivaldi (GK) 2. Ignacio Bergner 3. Matías Vila (C) 4. Pedro Ibarra 5. Facundo Callioni 6. Lucas Rey 7. Rodrigo Vila 8. Matías Paredes | 1. Lucas Cammareri 2. Lucas Vila 3. Juan Martín López 4. Santiago Montelli 5. Manuel Brunet 6. Agustín Mazzilli 7. Lucas Rossi 8. Gonzalo Peillat |

Reserver:
1. Juan Espinosa (GK)
2. Matías González

Gruppspel
| Nr | Lag            | S | V | O | F | GM | IM | MS  | P  |
| -- | -------------- | - | - | - | - | -- | -- | --- | -- |
| 1  | Australien     | 5 | 3 | 2 | 0 | 23 | 5  | +18 | 11 |
| 2  | Storbritannien | 5 | 2 | 3 | 0 | 14 | 8  | +6  | 9  |
| 3  | Spanien        | 5 | 2 | 2 | 1 | 8  | 10 | −2  | 8  |
| 4  | Pakistan       | 5 | 2 | 1 | 2 | 9  | 16 | −7  | 7  |
| 5  | Argentina      | 5 | 1 | 1 | 3 | 10 | 14 | −4  | 4  |
| 6  | Sydafrika      | 5 | 0 | 1 | 4 | 11 | 22 | −11 | 1  |

Damer
Coach: Carlos Retegui
| 1. Laura del Colle (GK) 2. Rosario Luchetti 3. Macarena Rodríguez 4. Martina Cavallero 5. Luciana Aymar (C) 6. Carla Rebecchi 7. Delfina Merino 8. Florencia Habif | 1. Rocío Sánchez Moccia 2. Daniela Sruoga 3. Sofía Maccari 4. Mariela Scarone 5. Silvina D'Elía 6. Noel Barrionuevo 7. Josefina Sruoga 8. Florencia Mutio (GK) |  |

Reserver:
- Julieta Franco
- Carla Dupuy

Gruppspel
| Nr | Lag         | S | V | O | F | GM | IM | MS | P  |
| -- | ----------- | - | - | - | - | -- | -- | -- | -- |
| 1  | Argentina   | 5 | 3 | 1 | 1 | 12 | 4  | +8 | 10 |
| 2  | Nya Zeeland | 5 | 3 | 1 | 1 | 9  | 5  | +4 | 10 |
| 3  | Australien  | 5 | 3 | 1 | 1 | 5  | 2  | +3 | 10 |
| 4  | Tyskland    | 5 | 2 | 1 | 2 | 6  | 7  | −1 | 7  |
| 5  | Sydafrika   | 5 | 1 | 0 | 4 | 9  | 14 | −5 | 3  |
| 6  | USA         | 5 | 1 | 0 | 4 | 4  | 13 | −9 | 3  |

Slutspel
|  | Semifinaler            | Semifinaler    |   |                 | Final           | Final |  |
|  |                        |                |   |                 |                 |       |  |
|  | 8 augusti 2012         |                |   |                 |                 |       |  |
|  | Nederländerna (p.s.o.) | 2 (3)          |   |                 |                 |       |  |
|  | Nya Zeeland            | 2 (1)          |   |                 |                 |       |  |
|  |                        |                |   |                 |                 |       |  |
|  |                        |                |   |                 | 10 augusti 2012 |       |  |
|  |                        |                |   |                 | Nederländerna   | 2     |  |
|  |                        | Argentina      | 0 |                 |                 |       |  |
|  |                        |                |   |                 |                 |       |  |
|  |                        |                |   |                 |                 |       |  |
|  |                        |                |   |                 | Bronsmatch      |       |  |
|  | 8 augusti 2012         | 8 augusti 2012 |   | 10 augusti 2012 | 10 augusti 2012 |       |  |
|  | Argentina              | 2              |   | Nya Zeeland     | 1               |       |  |
|  | Storbritannien         | 1              |   |                 | Storbritannien  | 3     |  |

## Ridsport

### Hoppning
| Tävlande           | Häst            | Kvalifikation | Kvalifikation | Kvalifikation   | Kvalifikation   | Kvalifikation   | Kvalifikation   | Kvalifikation   | Kvalifikation   | Final           | Final           | Final           | Final           | Final           | Total     |
| Tävlande           | Häst            | Runda 1       | Runda 1       | Runda 2         | Runda 2         | Runda 2         | Runda 3         | Runda 3         | Runda 3         | Runda A         | Runda A         | Runda B         | Runda B         | Runda B         | Total     |
| Tävlande           | Häst            | Straff        | Placering     | Straff          | Total           | Placering       | Straff          | Total           | Placering       | Straff          | Placering       | Straff          | Totalt          | Placering       | Placering |
| ------------------ | --------------- | ------------- | ------------- | --------------- | --------------- | --------------- | --------------- | --------------- | --------------- | --------------- | --------------- | --------------- | --------------- | --------------- | --------- |
| José María Larocca | Royal Power     | 4             | 42            | 4               | 8               | 31              | 12              | 20              | 36              | 20              | 36              | Ej kvalificerad | Ej kvalificerad | Ej kvalificerad | 36        |
| Alejandro Madorno  | Milano de Flore | 9             | 64            | Ej kvalificerad | Ej kvalificerad | Ej kvalificerad | Ej kvalificerad | Ej kvalificerad | Ej kvalificerad | Ej kvalificerad | Ej kvalificerad | Ej kvalificerad | Ej kvalificerad | Ej kvalificerad | 64        |

## Rodd
Herrar
| Idrottare                   | Gren                    | Heat    | Heat      | Återkval | Återkval  | Kvartsfinal | Kvartsfinal | Semifinal | Semifinal | Final   | Final     | Final |
| Idrottare                   | Gren                    | Tid     | Placering | Tid      | Placering | Tid         | Placering   | Tid       | Placering | Tid     | Placering |       |
| --------------------------- | ----------------------- | ------- | --------- | -------- | --------- | ----------- | ----------- | --------- | --------- | ------- | --------- | ----- |
| Santiago Fernández          | Singelsculler           | 6:46,03 | 2 QF      | BYE      | BYE       | 7:01,57     | 2 SA/B      | 7:29,68   | 4 FB      | 7:20,40 | 10        |       |
| Cristian Rosso Ariel Suárez | Dubbelsculler           | 6:13,68 | 3 SA/B    | BYE      | BYE       | i.u.        | i.u.        | 6:19,40   | 1 FA      | 6:36,36 | 4         |       |
| Mario Cejas Miguel Mayol    | Lättvikts-dubbelsculler | 7:01,76 | 5 R       | 6:48,21  | 5 SC/D    | i.u.        | i.u.        | 7:06,24   | 2 FC      | 6:53,71 | 17        |       |

Damer
| Idrottare                             | Gren                    | Heat    | Heat      | Återkval | Återkval  | Kvartsfinal | Kvartsfinal | Semifinal | Semifinal | Final   | Final     | Final |
| Idrottare                             | Gren                    | Tid     | Placering | Tid      | Placering | Tid         | Placering   | Tid       | Placering | Tid     | Placering |       |
| ------------------------------------- | ----------------------- | ------- | --------- | -------- | --------- | ----------- | ----------- | --------- | --------- | ------- | --------- | ----- |
| Lucía Palermo                         | Singelsculler           | 8:07,89 | 5 R       | 7:52,49  | 2 QF      | 8:06,47     | 5 SC/D      | 8:09,85   | 4 FD      | 8:40,38 | 21        |       |
| María Laura Abalo María Gabriela Best | Tvåa utan styrman       | 7:12,17 | 5 R       | 7:20,94  | 6 FB      | i.u.        | i.u.        | i.u.      | i.u.      | 8:03,53 | 9         |       |
| Milka Kraljev Clara Rohner            | Lättvikts-dubbelsculler | 7:33,37 | 5 R       | 7:40,72  | 5 FC      | i.u.        | i.u.        | BYE       | BYE       | 7:44,62 | 15        |       |

## Segling
Herrar
| Seglare                           | Gren  | Lopp | Lopp | Lopp | Lopp | Lopp | Lopp | Lopp | Lopp | Lopp | Lopp | Lopp | Summerad poäng | Finalplacering |
| Seglare                           | Gren  | 1    | 2    | 3    | 4    | 5    | 6    | 7    | 8    | 9    | 10   | M*   | Summerad poäng | Finalplacering |
| --------------------------------- | ----- | ---- | ---- | ---- | ---- | ---- | ---- | ---- | ---- | ---- | ---- | ---- | -------------- | -------------- |
| Mariano Reutemann                 | RS:X  | 16   | 15   | 15   | 13   | 12   | 19   | 5    | 20   | 14   | 7    | EL   | 116            | 11             |
| Julio Alsogaray                   | Laser | 20   | 7    | 5    | 11   | 12   | 23   | 1    | 50   | 26   | 7    | EL   | 112            | 11             |
| Lucas Calabrese Juan de la Fuente | 470   | 5    | 24   | 3    | 9    | 17   | 8    | 2    | 2    | 5    | 6    | 3    | 63             | 3              |

M = Medaljlopp; EL = Eliminerad – gick inte vidare till medaljloppet;
Damer
| Seglare                                | Gren         | Lopp | Lopp | Lopp | Lopp | Lopp | Lopp | Lopp | Lopp | Lopp | Lopp | Lopp | Summerad poäng | Finalplacering |
| Seglare                                | Gren         | 1    | 2    | 3    | 4    | 5    | 6    | 7    | 8    | 9    | 10   | M*   | Summerad poäng | Finalplacering |
| -------------------------------------- | ------------ | ---- | ---- | ---- | ---- | ---- | ---- | ---- | ---- | ---- | ---- | ---- | -------------- | -------------- |
| Jazmín López Becker                    | RS:X         | 20   | 19   | 20   | 24   | 21   | 19   | 25   | 17   | 25   | 25   | EL   | 190            | 23             |
| Cecilia Carranza Saroli                | Laser radial | 9    | 28   | 13   | 28   | 10   | 30   | 12   | 35   | 20   | 35   | EL   | 185            | 21             |
| Consuelo Monsegur María Fernanda Sesto | 470          | 16   | 19   | 19   | 3    | 5    | 12   | 14   | 12   | 15   | 3    | EL   | 98             | 13             |

M = Medaljlopp; EL = Eliminerad – gick inte vidare till medaljloppet;

## Taekwondo
| Idrottare            | Gren             | Åttondelsfinaler         | Kvartsfinaler          | Semifinaer           | Återkval             | Bronsmatch           | Final                | Final            |
| Idrottare            | Gren             | Motståndare Resultat     | Motståndare Resultat   | Motståndare Resultat | Motståndare Resultat | Motståndare Resultat | Motståndare Resultat | Placering        |
| -------------------- | ---------------- | ------------------------ | ---------------------- | -------------------- | -------------------- | -------------------- | -------------------- | ---------------- |
| Sebastián Crismanich | Herrarnas −80 kg | Scott (NZL) W 9–5        | Bahave (AFG) W 9–1     | Jeremjan (ARM) W 2–1 | Bye                  | Bye                  | García (ESP) W 1–0   | 1                |
| Carola López         | Damernas −49 kg  | Atabrour (MAR) W 1–0 SDP | Zaninovic (CRO) L 4–13 | Gick inte vidare     | Gick inte vidare     | Gick inte vidare     | Gick inte vidare     | Gick inte vidare |

## Tennis
Damer
| Spelare                   | Gren      | Omgång 1                    | Åttondelsfinaler  | Kvartsfinaler     | Semifinaler       | Final / BM        | Final / BM       |
| Spelare                   | Gren      | Motståndare Poäng           | Motståndare Poäng | Motståndare Poäng | Motståndare Poäng | Motståndare Poäng | Placering        |
| ------------------------- | --------- | --------------------------- | ----------------- | ----------------- | ----------------- | ----------------- | ---------------- |
| Gisela Dulko Paola Suárez | Damdubbel | Li / Zhang (CHN) L 4–6, 2–6 | Gick inte vidare  | Gick inte vidare  | Gick inte vidare  | Gick inte vidare  | Gick inte vidare |

Herrar
| Spelare                          | Gren       | Omgång 1                             | Omgång 2                         | Åttondelsfinaler            | Kvartsfinaler                   | Semifinaler                          | Final / BM                | Final / BM       |
| Spelare                          | Gren       | Motståndare Poäng                    | Motståndare Poäng                | Motståndare Poäng           | Motståndare Poäng               | Motståndare Poäng                    | Motståndare Poäng         | Placering        |
| -------------------------------- | ---------- | ------------------------------------ | -------------------------------- | --------------------------- | ------------------------------- | ------------------------------------ | ------------------------- | ---------------- |
| Carlos Berlocq                   | Herrsingel | Bogomolov, Jr. (RUS) L 5–7, 6–7(5–7) | Gick inte vidare                 | Gick inte vidare            | Gick inte vidare                | Gick inte vidare                     | Gick inte vidare          | Gick inte vidare |
| Juan Martín del Potro            | Herrsingel | Dodig (CRO) W 6–4, 6–1               | Seppi (ITA) W 6–3, 7–6(7–2)      | Simon (FRA) W 6–1, 4–6, 6–3 | Nishikori (JPN) W 6–4, 7–6(7–4) | Federer (SUI) L 6–4, 6–7(5–7), 17–19 | Djokovic (SRB) W 7–5, 6–4 | 3                |
| Juan Mónaco                      | Herrsingel | Goffin (BEL) W 6–4, 6–1              | López (ESP) L 6–4, 6–4           | Gick inte vidare            | Gick inte vidare                | Gick inte vidare                     | Gick inte vidare          | Gick inte vidare |
| David Nalbandian                 | Herrsingel | Tipsarević (SRB) L 3–6, 4–6          | Gick inte vidare                 | Gick inte vidare            | Gick inte vidare                | Gick inte vidare                     | Gick inte vidare          | Gick inte vidare |
| David Nalbandian Eduardo Schwank | Herrdubbel | i.u.                                 | Llodra / Tsonga (FRA) L 3–6, 5–7 | Gick inte vidare            | Gick inte vidare                | Gick inte vidare                     | Gick inte vidare          | Gick inte vidare |

Mixed
| Spelare                            | Gren        | Åttondelsfinaler                   | Kvartsfinaler                    | Semifinaler       | Final / BM        | Final / BM       |
| Spelare                            | Gren        | Motståndare Poäng                  | Motståndare Poäng                | Motståndare Poäng | Motståndare Poäng | Placering        |
| ---------------------------------- | ----------- | ---------------------------------- | -------------------------------- | ----------------- | ----------------- | ---------------- |
| Juan Martín del Potro Gisela Dulko | Mixeddubbel | Vesnina / Jouzjnj (RUS) W 6–3, 7–5 | Raymond / Bryan (USA) L 2–6, 5–7 | Gick inte vidare  | Gick inte vidare  | Gick inte vidare |

## Triathlon
| Triathlet         | Gren                | Simning (1,5 km) | Trans 1 | Cykling (40 km) | Trans 2 | Löpning (10 km) | Total tid | Placering |
| ----------------- | ------------------- | ---------------- | ------- | --------------- | ------- | --------------- | --------- | --------- |
| Gonzalo Tellechea | Herrarnas triathlon | 18:59            | 0:38    | 58:48           | 0:31    | 32:11           | 1:51:07   | 38        |